# Augustijnenkerk (Trier)
De Augustijnenkerk van Trier (of Sint-Catharinakerk) is een voormalig kerkgebouw uit de gotiek en maakte onderdeel uit van het Augustijnenklooster. Sinds 1802 is het klooster geseculariseerd en is alleen het koor behouden. Tegenwoordig maakt ze deel uit van het stadhuis van Trier.

## Geschiedenis
Het Augustinenconvent in Trier werd voor het eerst genoemd in 1271. De kerk werd in 1320 opgeleverd. Het werd gewijd aan Sinta-Catharina van Alexandrië.
Het bewaard gebleven vierbeukige koor van de kerk werd rond 1320 gebouwd. In 1802 werd het klooster door de loop van secularisatie afgeschaft. Het vierbeukig koor is tegenwoordig in gebruik als vergaderzaal voor het stadsbestuur van Trier.